# Bisbat d'Anagni-Alatri

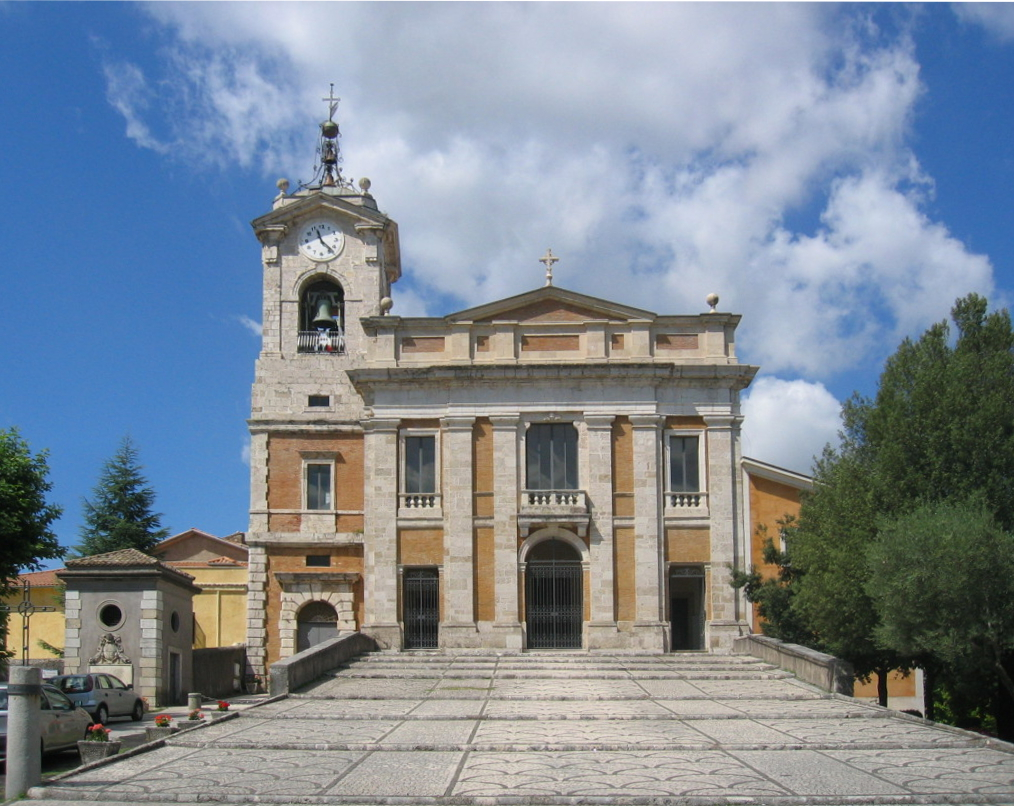
La catedral de sant Pau a Alatri

El bisbat d'Anagni-Alatri (italià: Diocesi di Anagni-Alatri; llatí: Dioecesis Anagnina-Alatrina) és una seu de l'Església catòlica, immediatament subjecta a la Santa Seu, que pertany a la regió eclesiàstica Laci. El 2012 tenia 89.500 batejats d'un total de 92.390 habitants. Actualment està regida pel bisbe Lorenzo Loppa.

## Territori
La diòcesi comprèn, a més de les ciutats d'Alatri i d'Anagni, diversos municipis que administrativament pertanyen a la província de Frosinone (Trevi nel Lazio, Fiuggi, Piglio, Fumone, Acuto, Filettino, Morolo, Sgurgola, Torre Cajetani, Trivigliano, Vico nel Lazio, Guarcino, Collepardo) i, en menor mesura, a la província de Roma (Carpineto Romano, Gorga, Vallepietra). A més, comprèn també la localitat de Porciano, part del municipi de Ferentino i durant un temps autònoma. La seu episcopal és la ciutat d'Anagni, on es troba la catedral de Santa Maria. A Alatri es troba la cocatedral de San Paolo.
El territori està dividit en 56 parròquies.

## Història

### Alatri
La proximitat de la ciutat d'Alatri a Roma suggereix que el cristianisme va arribar ja durant el segle i, tot i que no hi ha evidència de la tradició local sobre el seu origen apostòlic. El primer bisbe d'Alatri conegut és Pascasio (551), que va acompanyar el Papa Vigili a Constantinoble durant el Cisma tricapitolí. Important va ser el trasllat de les relíquies a Alatri del Sant Sixt I Papa, que es va produir el 1132. El 1228 va ocórrer a Alatri un fet prodigiós, conegut com el miracle eucarístic d'Alatri, en què una hòstia consagrada es convertiria en carn, que encara es conserva a la Catedral d'Alatri. A l'església de Santa Maria la Major d'Alatri es conserva una estàtua de fusta de la Mare de Déu, un esplèndid exemple d'art romànic del segle xii.

### Anagni
La tradició local atribueix un origen apostòlic a la diòcesi d'Anagni; no obstant això, les primeres notícies de la diòcesi són del segle v, quan el bisbe Felice estar present en el sínode celebrat al Laterà 487, i anys més tard Fortunato va ser un dels bisbes que van signar les actes del sínode de 499. A l'edat mitjana la diòcesi d'Anagni va guanyar gran importància, ja que els Papes van reconèixer els seus bisbes consideració especial. Zacaries d'Anagni va ser legat del Papa Nicolau I per al Sínode de Constantinoble del 861, en què es va decidir la validesa de l'elecció de Foci al Patriarcat. El 896 el bisbe Esteve d'Anagni va esdevenir Papa amb el nom d'Esteve. El 1088 es va unir a la diòcesi d'Anagni l'antiga diòcesi de Trevi, que ja s'havia estat donada en administració al bisbe d'Anagni pels papes Nicolau II, Alexandre II, Gregori VII i Víctor II.
El Papa Alexandre III va fugir a Anagni per escapar Frederic Barbarroja, i era a la catedral d'Anagni quan en 1160 va excomunicar a Federic Barbarroja i a l'antipapa Víctor IV, recolzat per l'emperador. Posteriorment van ser elegits com a Papes quatre bisbes d'Anagni: Innocenci III (1198-1216), Gregori IX (1227-1241), Alexandre IV (1254-1261) i Bonifaci VIII (1294-1303). Papes deiveros van concedir més privilegis a la diòcesi. El Papa Bonifaci VIII va ser ultratjat a Anagni per Guillaume de Nogaret i Sciarra Colonna, emissaris del rei Felip el Bell de França; l'episodi es coneix en la història com la "bufetada d'Anagni". Durant la seva fugida, Thomas Becket va ser rebut pels canonges d'Anagni, i més tard es va erigir una capella en el seu honor a la catedral, a petició de d'Enric II d'Anglaterra; la capella es va convertir més tard el lloc d'enterrament dels canonges.

### Anagni-Alatri
El 30 de novembre de 1972 Vittorio Ottaviani, ja bisbe d'Alatri, també va ser nomenat bisbe d'Anagni, i així va unir in persona episcopi les dues diòcesis. El 30 de setembre de 1986, en virtut del decret Instantibus votis de la Congregació per als Bisbes, les dues seus es van fusionar amb la fórmula plena unione i la nova circumscripció eclesiàstica va prendre el seu nom actual. El 2002 la diòcesi va veure ampliar el territori amb dues parròquies de la ciutat de Trevi nel Lazio, que anteriorment pertanyien a l'abadia territorial de Subiaco.

## Cronologia episcopal

### Bisbes de Alatri
- Pascasio † (citat el 551)
- Saturnino † (citat el 680)
- Vitale † (citat el 721)
- Sebastiano o Sabazio † (citat el 743)
- Anònim (…ninus) † (citat el 769)
- Leone I † (inicis de 853 - cap a 871)
- Giovanni I † (citat el 875)
- Lucido † (citat el 898)
- Giovanni II † (citat el 920)
- Leone II † (citat el 930)
- Ildebrando † (citat el 963)
- Giovanni III † (citat el 1013)
- Giovanni IV † (citat el 1059)
- Lamberto † (citat el 1075)
- Adamo † (citat el 1077)
- Andrea ? † (1093)
- Alberto o Lamberto † (inicis de 1099 - cap a 1108)
- Crescenzio † (citat el 1110)
- Pietro † (citat el 1132)
- Michele † (inicis de 1142 - cap a 1149)
- Adinolfo † (inicis de 1152 - cap a 1159)
- Leone III † (inicis de 1179 - vers 1192 mort)
- Taddeo I † (citat el 1194)
- Leandro † (inicis de 1200 - inicis de 21 de juny de 1221 mort)
- Giovanni V † (inicis de 1227 - 1264 mort)
- Crescenzio II, O.P. † (5 de juliol de 1264 - 1282)
- Giacomo Tomasi Caetani, O.P. † (1283 - 1290 renuncià)
- Leonardo Patrasso † (16 de setembre de 1290 - 24 de març de 1295 nomenat bisbe de Jesi)
- Rinaldo † (2 de gener de 1296 - 1297 mort)
- Leonardo II, O.Cist. † (21 de febrer de 1298 - de gener de 1299 mort)
- Niccolò † (21 de gener de 1299 - 1306)
- Paolo Goffredi † (1312 - 1342)[4]
- Andrea † (1344 - 1362)
- Francesco de Meduli† (24 de maig de 1363 - 1381)
- Giovanni VI † (citat el 1381)
- Cristoforo da Fumone † (18 de desembre de 1387 - 1406 mort)
- Bartolomeo † (13 de gener de 1406 - cap a 1409)[5]
- Giovanni Angelo † (1428 - 1457 mort)
- Tuccio Antonio † (28 de gener de 1457 - 1462 mort)
- Taddeo II † (1462 succeduto - ?)
- Antonio Jacobucci † (1463 - ?)
- Giovanni Rossi † (14 de gener de 1478 - 1493 mort)
- Giacomo de Silvestri † (15 d'abril de 1493 - 1516 mort)
- Graziano Santucci, O.S.A. † (11 de novembre de 1516 - 1517)[6]
  - Cristoforo Numai, O.F.M. † (1517 - 23 de març de 1528 mort) (administrador apostòlic)
- Filippo Lodovico Ercolani † (20 d'abril de 1528 - 1530 renuncià)
  - Antonio Maria Ciocchi del Monte † (4 de febrer de 1530 - 1 de juliol de 1530 renuncià) (administrador apostòlic)
- Filippo Lodovico Ercolani † (1 de juliol de 1530 - 10 de maig de 1535 renuncià) (per segon copa)
  - Agostino Spinola † (10 de maig de 1535 - 18 d'octubre de 1537 mort) (administrador apostòlic)
- Bernardino Visconti † (29 d'octubre de 1537 - 1540 mort)
- Valerio Tartarini † (20 de febrer de 1540 - 1545 mort)
- Zaccaria Rondani † (3 de juliol de 1545 - 1547 mort)
- Camillo Perusco † (22 d'abril de 1547 - 1573 mort)
- Stefano Bonucci, O.S.M. † (23 de gener de 1573 - 1 d'octubre de 1574 nomenat bisbe d'Arezzo)
- Pietro Franchi † (22 d'octubre de 1574 - 1583 mort)
- Ignazio Danti, O.P. † (14 de novembre de 1583 - 10 d'octubre de 1586 mort)
- Bonaventura Furlano, O.F.M. † (5 de novembre de 1586 - de desembre de 1597 mort)
- Luca Antonio Gigli † (de desembre de 1597 - 1620 mort)
- Francesco Campanari † (16 de novembre de 1620 - 1632 mort)
- Alessandro Vittrici † (20 de setembre de 1632 - 1648 renuncià)
- Michelangelo Brancavalerio † (4 de maig de 1648 - 25 de març de 1683 mort)
- Stefano Ghirardelli † (14 de juny de 1683 - de febrer de 1708 mort)
- Giuseppe Guerra † (14 de maig de 1708 - 30 de març de 1729 mort)
- Ludovico Savageri, C.R.S. † (30 de març de 1729 - 13 de gener de 1744 renuncià)
- Giovanni Francesco Cavallini † (16 de març de 1744 - 6 de febrer de 1764 mort)
- Nicola Gagliardi † (11 de maig de 1764 - 30 de juny de 1777 mort)
- Pietro Stefano Speranza † (28 de juliol de 1777 - 26 de juny de 1802 mort)
- Giuseppe Della Casa † (20 de setembre de 1802 - 31 de març de 1818 mort)
- Francesco Saverio Domeniconi † (25 de maig de 1818 - 16 de febrer de 1835 mort)
- Valentino Armellini † (6 d'abril de 1835 - 17 de desembre de 1841 mort)
- Adriano Giampedi † (24 de gener de 1842 - 11 d'octubre de 1850 mort)
- Raffaele Bocci † (17 de febrer de 1851 - 27 de gener de 1855 mort)
- Gaetano Rodilossi † (23 de març de 1855 - 16 de desembre de 1878 mort)
- Pietro Saulini † (28 de febrer de 1879 - 26 de maig de 1887 mort)
- Francesco Giordani † (25 de novembre de 1887 - 13 de desembre de 1902 mort)
- Benedetto Spila, O.F.M. † (24 d'abril de 1903 - 29 d'abril de 1909 renuncià)
- Americo Bevilacqua † (29 d'abril de 1909 - 22 de gener de 1915 renuncià)
- Michele Izzi † (1 de juliol de 1915 - 31 de desembre de 1917 mort)
- Antonio Torrini † (23 de desembre de 1918 - 15 de juny de 1928 nomenat arquebisbe de Lucca)
- Mario Toccabelli † (16 de setembre de 1930 - 1 d'abril de 1935 nomenat arquebisbe de Siena)
- Edoardo Facchini † (5 de maig de 1935 - 21 d'octubre de 1962 mort)
- Vittorio Ottaviani † (19 de desembre de 1962 - 10 de novembre de 1973 nomenat bisbe de Marsi)
- Umberto Florenzani † (21 de desembre de 1973 - 30 de setembre de 1986 nomenat bisbe d'Anagni-Alatri)

### Bisbes de Anagni
- Felice † (citat el 487)
- Fortunato † (inicis de 499 - cap a 502)
- Pelagio † (inicis de 593 - cap a 601)
- Opportuno † (citat el 649)
- Maurizio † (citat el 680)
- Gregorio † (citat el 721)
- Cesario † (citat el 745)
- Costantino † (inicis de 757 - cap a 761)
- Nirgozio † (citat el 769)
- Romualdo † (citat el 826)
- Sebastiano † (citat el 847)
- Niccolò I † (citat el 853)
- Zaccaria † (inicis de 860 - 863 deposat)
- Albino o Alboino † (863 - cap a 869 mort)
- Zaccaria † (vers 872 - cap a 877 mort) (per segona vegada)
- Stefano † (vers 883 - inicis de 11 de juny de 896[7] elegio Papa amb el nom d'Esteve VI)
- Giovanni I † (inicis de 963 - cap a 967)
- Giovanni II † (inicis de 993 - cap a 997)
- Luitardo † (vers 1000 - 1004)
- Trasmondo † (citat el 1006)
- Benedetto † (inicis de 1015 - cap a 1028)
- Rumaldo † (vers 1040)
- Bernardo † (citat el 1061)
- San Pietro I † (1062 - 5 d'agost de 1105 mort)
- Otó de Bamberg † (1106 - 1112)
- Pietro II † (vers 1112 - ?)
- Aiolino † (vers 1124 - ?)
- Raone † (vers 1130)
- Lotario o Eleuterio † (inicis de 1154 - cap a 1155)
- Nauclero † (citat el 1159)
- Asaele † (citat el 1179)
- Giovanni III † (inicis de 1180 - cap a 1185)
- Giovanni IV † (1196 - cap a 1212)
- Giovanni V † (1221 - inicis de 1224 mort)
- Alberto † (1224 - 1237 mort)
- Pandolfo † (1237 - cap a 1255 mort)
- Niccolò II † (1256 o 1257 - 1257)
- Giovanni Compatre † (1257 - inicis de 13 de setembre de 1262 mort)
- Landolfo † (21 d'octubre de 1262 - cap a 1272 mort)
- Pietro Gaetani † (1276 - 1277 mort)
- Niccolò III † (1278 - ?)
- Pietro IV † (1280 - vers 1289)
- Gerardo † (3 de maig de 1289 - 4 de març de 1290 nomenat bisbe de Spoleto)
- Pietro V, O.Cist. † (15 de maig de 1290 - 1295 mort)
- Pietro VI di Torrita † (20 de setembre de 1295 - 3 d'agost de 1299 nomenat bisbe d'Aversa)
- Leonardo † (3 d'agost de 1299 - ? mort)
- Pietro Ferri † (7 d'abril de 1320 - 20 de març de 1327 nomenat bisbe de Marsi)
- Alemanno † (20 de març de 1327 - 1330 mort)
- Giovanni Pagnotta, O.E.S.A. † (5 de novembre de 1330 - 1341 mort)[8]
- Giovanni de Scrofanis † (19 de juliol de 1342 - 1348 mort)
- Pietro de Grassinis, O.P. † (5 de novembre de 1348 - 1363 mort)
- Gian Giacomo de Medulis † (30 d'octubre de 1363 - ? deposat)
- Tommaso Morganti † (inicis de 1382 - 1398 deposat)
- Giovanni Zancati, O.E.S.A. † (? - 1399 deposat)
- Giacomo di Trevi † (8 de juliol de 1399 - 14 de desembre de 1401 nomenat bisbe titular de Calcedonia)[9][10]
- Angelo degli Afflitti † (14 de desembre de 1401 - 1418 mort)
- Angelotto Fosco † (4 de febrer de 1418 - 22 de maig de 1426 nomenat bisbe de Cava de' Tirreni)
  - Oddone Vari † (inicis de 26 d'agost de 1426 - 1429) (administrador apostòlic)
- Francesco I da Genazzano † (28 de gener de 1429 - 1451 renuncià)
- Salvatore da Genazzano † (14 d'abril de 1451 - cap a 1455 mort)
- Giovanni Cremonesi † (14 d'agost de 1478 - ? mort)
- Gentile da Spoleto † (9 de setembre de 1478 - vers 1484 mort)
- Francesco Macabrini (o Mascambruni) † (13 d'octubre de 1484 - ?)
- Ferdinando di Lanciano † (11 de maig de 1502 - 1515 mort)
- Jacopo Bongalli † (16 de desembre de 1515 - 5 de novembre de 1516 nomenat bisbe de Nepi i Sutri)
  - Francesco Soderini † (5 de novembre de 1516 - 4 de març de 1523 renuncià) (administrador apostòlic)
- Luca Giovannini † (4 de març de 1523 - 1525 renuncià)
  - Alessandro Farnese † (3 d'abril de 1525 - 7 de juny de 1525 renuncià) (administrador apostòlic), després elegit papa amb el nom de Pau III
- Corrado Monaldeschi della Cervara † (7 de juny de 1525 - 1534 renuncià)
  - Gianvincenzo Carafa † (16 de desembre de 1534 - 26 de gener de 1541 renuncià) (administrador apostòlic)
  - Pedro Gómez Sarmiento de Villandrando † (28 de gener de 1541 - 6 d'abril de 1541 renuncià) (administrador apostòlic)
- Michele Torelli † (6 d'abril de 1541 - 1572 mort)
- Benedetto Lomellini † (17 de març de 1572 - 24 de juliol de 1579 mort)
- Gaspare Viviani † (3 d'agost de 1579 - 25 de gener de 1605 mort)
- Vittorio Guarini † (4 de juliol de 1605 - 1607 mort)
- Antonio Seneca † (25 de juny de 1607 - 29 d'agost de 1626 mort)
- Gian Gaspare Melis † (16 de setembre de 1626 - de gener de 1642 mort)
- Sebastiano Gentili † (24 de març de 1642 - 3 de desembre de 1646 renuncià)
- Pier Francesco Filonardi † (3 de desembre de 1646 - 1662 mort)
- Gian Lorenzo Castiglioni † (13 de març de 1662 - 9 de desembre de 1680 nomenat bisbe d'Acquapendente)
- Bernardino Masseri † (23 de juny de 1681 - d'agost de 1695 mort)
- Pietro Paolo Gerardi † (21 de maig de 1696 - 31 de maig de 1708 mort)
- Giovanni Battista Bassi † (3 d'octubre de 1708 - 19 de desembre de 1736 mort)
- Gian Antonio Bachettoni † (11 de febrer de 1737 - 1 de desembre de 1749 nomenat bisbe de Recanati e Loreto)
- Domenico Monti † (19 de gener de 1750 - 14 d'abril de 1766 nomenat arquebisbe d'Urbino)
- Giovanni Battista Filipponi Tenderini † (14 d'abril de 1766 - 11 de setembre de 1778 renuncià)
- Cirillo Antonini † (28 de setembre de 1778 - 20 de gener de 1789 mort)
- Giovanni Devoti † (30 de març de 1789 - 26 de març de 1804 renuncià)
- Gioacchino Tosi † (26 de març de 1804 - 21 de març de 1815 renuncià)
  - Sede vacante (1815-1838)
  - Luca Amici † (1815 - 1816) (administrador apostòlic)
  -  ? Biordi † (1816 - 1817) (administrador apostòlic)
  - Giuseppe Maria Lais † (1817 - 1834) (administrador apostòlic)
  - Pier Francesco Muccioli, O.F.M.Conv. † (29 de desembre de 1834 - 1838) (administrador apostòlic)
- Vincenzo Annovazzi † (15 de febrer de 1838 - 12 de setembre de 1846 renuncià)
- Pietro Paolo Trucchi, C.M. † (21 de setembre de 1846 - 21 de desembre de 1857 nomenat bisbe de Forlì)
- Clemente Pagliaro † (21 de desembre de 1857 - 9 de març de 1875 mort)
- Domenico Pietromarchi † (31 de març de 1875 - 7 de febrer de 1894 mort)
- Antonino Sardi † (18 de maig de 1894 - 8 de juliol de 1912 renuncià)
- Silvio Gasperini † (2 de desembre de 1912 - 24 d'octubre de 1923 mort)
- Luigi Mazzini † (9 de novembre de 1923 - 24 de juny de 1926 renuncià)
- Gaudenzio Manuelli † (8 de juliol de 1927 - 18 de febrer de 1931 nomenat arquebisbe de L'Aquila)
- Attilio Adinolfi † (5 de maig de 1931 - 1 de setembre de 1945 mort)
- Giovanni Battista Piasentini, C.S.Ch. † (18 de febrer de 1946 - 31 de gener de 1952 nomenat bisbe de Chioggia)
- Enrico Romolo Compagnone, O.C.D. † (10 de març de 1953 - 9 de març de 1972 nomenat bisbe de Terracina-Latina, Priverno e Sezze)
- Vittorio Ottaviani † (30 de novembre de 1972 - 10 de novembre de 1973 nomenat bisbe de Marsi)
- Umberto Florenzani † (21 de desembre de 1973 - 30 de setembre de 1986 nomenat bisbe d'Anagni-Alatri)

### Bisbes d'Anagni-Alatri
- Umberto Florenzani † (30 de setembre de 1986 - 23 de febrer de 1987 mort)
- Luigi Belloli † (7 de desembre de 1987 - 6 de març de 1999 jubilat)
- Francesco Lambiasi (6 de març de 1999 - 28 de juny de 2002 renuncià)
- Lorenzo Loppa, des del 28 de juny de 2002

## Estadístiques
A finals del 2012, la diòcesi tenia 89.500 batejats sobre una població de 92.390 persones, equivalent al 96,9% del total.
| any                    | població | població | població | sacerdots | sacerdots       | sacerdots       | sacerdots             | diaques | religiosos | religiosos | parroquies |
| ---------------------- | -------- | -------- | -------- | --------- | --------------- | --------------- | --------------------- | ------- | ---------- | ---------- | ---------- |
| any                    | batejats | total    | %        | total     | clergat secular | clergat regular | batejats por sacerdot | diaques | homes      | dones      |            |
| bisbes d'Anagni        |          |          |          |           |                 |                 |                       |         |            |            |            |
| 1959                   | 41.300   | 41.302   | 100,0    | 95        | 36              | 59              | 434                   |         | 60         | 253        | 29         |
| 1970                   | 42.666   | 42.666   | 100,0    | 91        | 34              | 57              | 468                   |         | 62         | 200        | 32         |
| 1980                   | 48.480   | 48.500   | 100,0    | 63        | 29              | 34              | 769                   |         | 39         | 200        | 34         |
| bisbes d'Alatri        |          |          |          |           |                 |                 |                       |         |            |            |            |
| 1950                   | 30.000   | 30.000   | 100,0    | 67        | 35              | 32              | 447                   |         | 32         | 100        | 16         |
| 1959                   | 38.950   | 39.000   | 99,9     | 51        | 26              | 25              | 763                   |         | 74         | 110        | 16         |
| 1970                   | 31.260   | 31.291   | 99,9     | 48        | 26              | 22              | 651                   |         | 25         | 112        | 22         |
| 1980                   | 31.153   | 31.153   | 100,0    | 41        | 27              | 14              | 759                   |         | 16         | 50         | 22         |
| bisbes d'Anagni-Alatri |          |          |          |           |                 |                 |                       |         |            |            |            |
| 1990                   | 81.500   | 81.809   | 99,6     | 93        | 57              | 36              | 876                   |         | 38         | 310        | 53         |
| 1997                   | 83.000   | 84.969   | 97,7     | 68        | 44              | 24              | 1.220                 |         | 31         | 270        | 53         |
| 2000                   | 83.500   | 84.000   | 99,4     | 70        | 45              | 25              | 1.192                 |         | 27         | 270        | 54         |
| 2001                   | 83.500   | 84.000   | 99,4     | 72        | 45              | 27              | 1.159                 |         | 29         | 270        | 54         |
| 2003                   | 85.200   | 86.000   | 99,1     | 71        | 43              | 28              | 1.200                 | 2       | 31         | 220        | 56         |
| 2004                   | 85.200   | 86.000   | 99,1     | 72        | 44              | 28              | 1.183                 | 1       | 30         | 220        | 56         |
| 2006                   | 85.250   | 86.200   | 98,9     | 74        | 45              | 29              | 1.152                 | 1       | 30         | 210        | 56         |
| 2012                   | 89.500   | 92.390   | 96,9     | 63        | 41              | 22              | 1.420                 | 2       | 24         | 213        | 56         |

### Per la seu d'Anagni
- Francesco Lanzoni, Le diocesi d'Italia dalle origini al principio del secolo VII (an. 604), vol. I, Faenza 1927, pp. 166–167 (italià)
- Giuseppe Cappelletti, Le Chiese d'Italia dalla loro origine sino ai nostri giorni, vol. VI, Venècia 1847, pp. 271–385 (italià)
- Pius Bonifacius Gams, Series episcoporum Ecclesiae Catholicae, Leipzig 1931, pp. 663-664 (llatí)
- Konrad Eubel, Hierarchia Catholica Medii Aevi, vol. 1 Arxivat 2019-07-09 a Wayback Machine., pp. 86–87; vol. 2 Arxivat 2018-10-04 a Wayback Machine., p. 87; vol. 3 Arxivat 2019-03-21 a Wayback Machine., p. 107; vol. 4 Arxivat 2018-10-04 a Wayback Machine., p. 82; vol. 5, p. 83; vol. 6, p. 81 (llatí)

### Per la seu d'Alatri
- Francesco Lanzoni, Le diocesi d'Italia dalle origini al principio del secolo VII (an. 604), vol. I, Faenza 1927, p. 169 (italià)
- Giuseppe Cappelletti, Le Chiese d'Italia dalla loro origine sino ai nostri giorni, vol. VI, Venècia 1847, pp. 433-465 (italià)
- Pius Bonifacius Gams, Series episcoporum Ecclesiae Catholicae, Leipzig 1931, pp. 660–661 (llatí)
- Konrad Eubel, Hierarchia Catholica Medii Aevi, vol. 1 Arxivat 2019-07-09 a Wayback Machine., pp. 79–80; vol. 2 Arxivat 2018-10-04 a Wayback Machine., p. 84; vol. 3 Arxivat 2019-03-21 a Wayback Machine., p. 99; vol. 4 Arxivat 2018-10-04 a Wayback Machine., p. 74; vol. 5, p. 74; vol. 6, pp. 71–72 (llatí)